# كونثبثيون أليكسندر
كونثبثيون أليكسندر (بالإسبانية: Concepción Aleixandre)‏ (1862-1925) معلمة وطبيبة توليد وأمراض نسائية ومخترعة وعالمة إسبانية. هي أول امرأة عضو في الجمعية الإسبانية لأمراض النساء في عام 1892. اشتهرت بمنشوراتها العلمية وخطبها في المؤتمرات. كانت عضو في العديد من المنظمات النسوية التي تناضل للنهوض بحقوق المرأة. في عام 2001، كانت كونثبثيون أليكساندر من بين «100 امرأة في القرن العشرين ممن مهدوا الطريق لتحقيق المساواة للمرأة في القرن الحادي والعشرين» في معرض بمدريد.

## النشأة والتعليم
اسمها الكامل ماريا كونثبثيون أليكساندر باليستر. درست في كلية الطب بجامعة بلنسية وتخرجت عام 1889. كانت خلال المرحلة الدراسية، إحدى ثلاث طالبات التحقن بكلية الطب بتلك الجامعة، مع مانويلا سوليس وسينيسيا بوجالتي مارتينيز.
اعتُبرت دراسة الطالبات الثلاث في كلية الطب حالة استثنائية، حيث لم يُسمح القبول بنفس الشروط للتعليم العالي بين الرجال والنساء إلا في عام 1910، وذلك بموجب مرسوم أصدره ألفونسو الثالث عشر ملك إسبانيا.
حصلت أليكساندر على لقب مدرّس منذ عام 1883 لكنها كرست حياتها المهنية لممارسة الطب.

## الحياة المهنية
تعتبر كونثبثيون اليكسندر عالمة في مجال أمراض النساء، فقد نشرت أوراقها العلمية بانتظام في الصحف الطبية الإسبانية. وكانت طبيبة منتظمة في مستشفى دي لا برنسيسا في مدريد وطبيبة في الجمعية الخيرية في ضاحية مدريد.[بحاجة لمصدر] في عام 1910، حصلت على براءة اختراع لأدوات تصحيح هبوط الرحم.

وفقاً للمكتب الإسباني للبراءات والعلامات التجارية-رقم 47109.